# Zsófia Kovács (gimnasta)
Zsófia Kovács (Dunaújváros, 6 de abril de 2000) es una deportista húngara que compite en gimnasia artística.
Ganó siete medallas en el Campeonato Europeo de Gimnasia Artística entre los años 2017 y 2023.

## Palmarés internacional
| Campeonato Europeo | Campeonato Europeo    | Campeonato Europeo | Campeonato Europeo   |
| Año                | Lugar                 | Medalla            | Prueba               |
| ------------------ | --------------------- | ------------------ | -------------------- |
| 2017               | Cluj-Napoca (Rumania) | Medalla de plata   | Concurso individual  |
| 2020               | Mersin (Turquía)      | Medalla de oro     | Salto de potro       |
| 2020               | Mersin (Turquía)      | Medalla de oro     | Barras asimétricas   |
| 2020               | Mersin (Turquía)      | Medalla de bronce  | Concurso por equipos |
| 2022               | Múnich (Alemania)     | Medalla de oro     | Salto de potro       |
| 2023               | Antalya (Turquía)     | Medalla de plata   | Concurso individual  |
| 2023               | Antalya (Turquía)     | Medalla de bronce  | Barra                |